# Тханчи
Тханчи (бенг. থানচি, англ. Thanchi) — город на юго-востоке Бангладеш, административный центр одноимённого подокруга. Площадь города равна 84,03 км². По данным переписи 2001 года, в городе проживало 2021 человек, из которых мужчины составляли 62,44 %, женщины — соответственно 37,56 %. Плотность населения равнялась 46 чел. на 1 км². Уровень грамотности населения составлял 26,2 % (при среднем по Бангладеш показателе 43,1 %). 